# Mandy Richardson
Mandy Hutchinson  (tidigare Richardson) är en fiktiv karaktär från den brittiska såpoperan Hollyoaks, spelad av Sarah Jayne Dunn. Mandy Hutchinson introducerades i serien i oktober 1996 och har sedan dess haft otaliga mer eller mindre misslyckade relationer. TV-publiken har också fått höra om Mandys barndom, då hon utnyttjades sexuellt av sin far. 

## Mandys liv
Då Mandy introduceras i serien är hon en skolflicka som drömmer om att bli en modell och som snart nog blir romantiskt intresserad av Ollie Benson (Paul Leyshon). 

## Utmärkelser och nomineringar
Dunn har nominerats till flera priser för sin rolltolkning av Mandy. Vid British Soap Awards 2002 nominerades hon i kategorierna "Bästa skådespelerska" liksom även "Sexigaste kvinna"